# Heino og Vildmarksholdet
Heino og Vildmarksholdet er en dansk tv-serie, om handymanden Heino Lange der sammen med børnene Alicia, Holger, Adam og Frida skal vinde Den store naturkonkurrence over hans lede søster Heidi.
Serien er instrueret af Philip Th. Pedersen. Den er produceret af Copenhagen Bombay for DR Ramasjang. Alle 10 afsnit blev vist i 2020 på DR Ramasjang.
Den selvsikre, men klodsede Heino Lange karakter har tidligere figureret i serierne Sprinter Galore og Heino Fikser Alt.

## Medvirkende
- Troels Thorsen - Heino Lange